# Staatsliedenwijk (Almere)
Staatsliedenwijk is een wijk in de Nederlandse stad Almere. De wijk is gelegen in het stadsdeel Almere Stad West. Deze wijk grenst aan de Kruidenwijk, Centrum, en de Markerkant. Op 1 januari 2023 telde de wijk 2.445 inwoners, verdeeld over 1.166 woningen, op een oppervlakte van 0,39 km².
De straten in deze wijk zijn vernoemd naar bekende staatslieden.

## Openbaar vervoer
Staatsliedenwijk wordt doorsneden door een busbaan en heeft daaraan één bushalte waar de volgende buslijnen stoppen:
- Staatsliedenwijk  M2   M3   M6   N22

### Metrobussen
| Lijn | Lijn                | Route                              | Via | Opmerkingen |
| ---- | ------------------- | ---------------------------------- | --- | --- |
| M2   | Buitenmetro         | Station Centrum - Stripheldenbuurt | Staatsliedenwijk, Waterwijk, Bouwmeesterbuurt, Molenbuurt, Station Buiten, Seizoenenbuurt, Oostvaardersbuurt, Station Oostvaarders, Sieradenbuurt | Rijdt tussen Station Almere Oostvaarders en Stripheldenbuurt in een lagere frequentie, rijdt bij Station Centrum verder als buslijn M1 . Rijdt op zaterdag 24 uur per dag op een deel van de route. |
| M3   | Muziekmetro         | Station Centrum - Componistenpad   | Staatsliedenwijk, Kruidenwijk, Muziekwijk, Station Muziekwijk                                                                                     | |
| M6   | Noorderplassenmetro | Station Centrum - Noorderplassen   | Staatsliedenwijk, Kruidenwijk | |

### nightGo
| Lijn | Route                                           | Via | Opmerkingen                    |
| ---- | ----------------------------------------------- | --- | ------------------------------ |
| N22  | Almere, Station Buiten - Amsterdam, Leidseplein | Almere Buiten (Bloemenbuurt, Faunabuurt, Landgoederenbuurt), Almere Stad (Tussen de Vaarten, Sallandsekant, Danswijk, Parkwijk, Station Parkwijk, Parkwijk, Filmwijk, Flevoziekenhuis, Station Centrum, Staatsliedenwijk, Kruidenwijk, Muziekwijk, Station Muziekwijk, Componistenpad, Station Muziekwijk, Literatuurwijk, Hogekant), Almere Poort (Middenkant, Homeruskwartier, Columbuskwartier, Europakwartier, Station Poort), Muiden (P+R), Amsterdam (Brinklaan, Middenweg, Amstelstation) | Rijdt alleen op zaterdagnacht. |